# Barockorchester Stuttgart

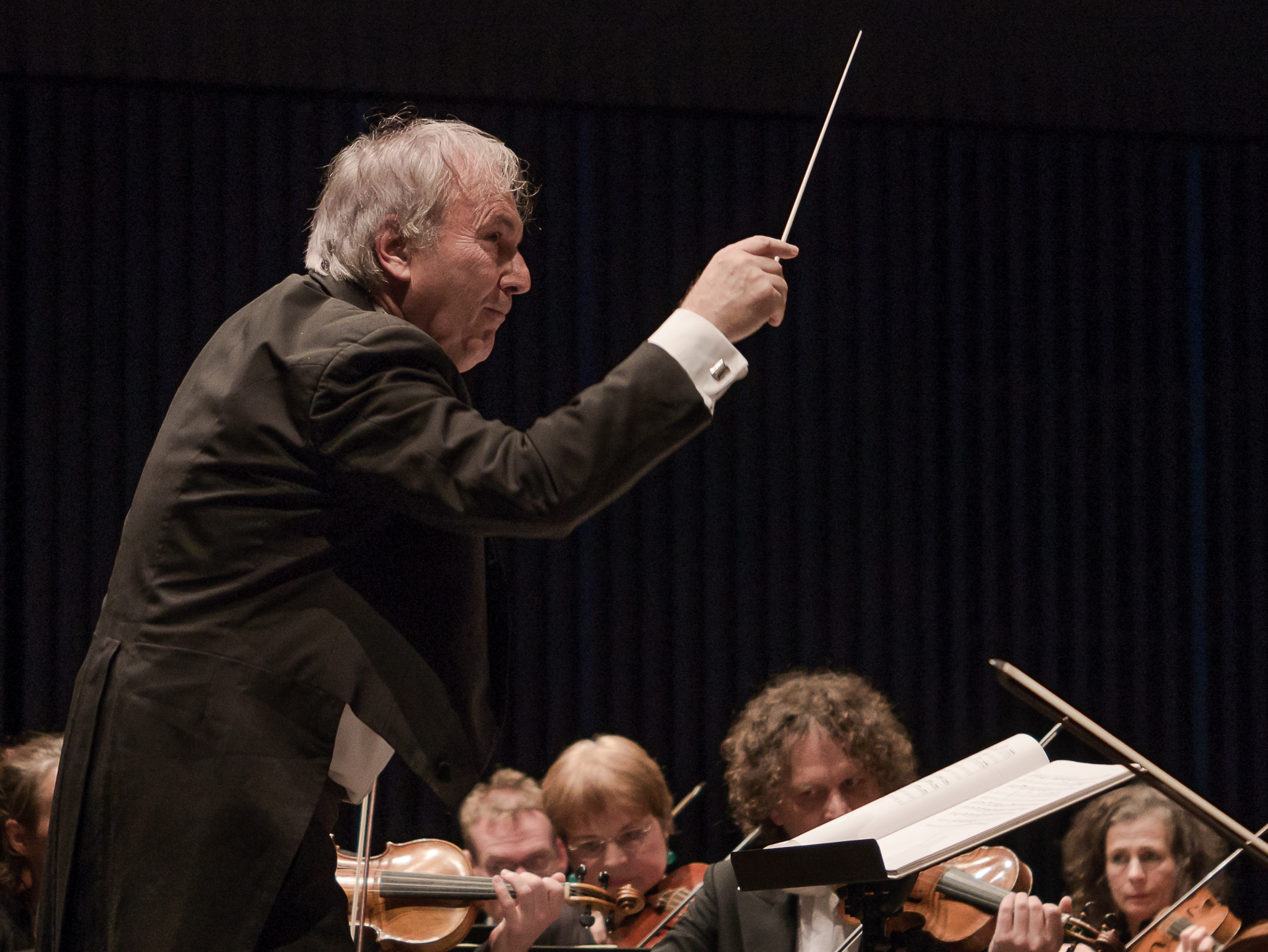
Frieder Bernius dirigiert das Barockorchester Stuttgart (2016)

Das 1985 von Frieder Bernius gegründete Barockorchester Stuttgart ist eines von zwölf Kammerorchestern in der baden-württembergischen Landeshauptstadt. Es ist auf die Musik des 18. Jahrhunderts spezialisiert. Die Musiker sind freiberuflich tätig und gehören zu den führenden Vertretern der Historischen Aufführungspraxis. Sie musizieren ausschließlich auf Originalinstrumenten. In Zusammenarbeit mit dem von Frieder Bernius 1987 ins Leben gerufenen Festival Stuttgart Barock war das Orchester als Pionier für historisch informierte Aufführungen tätig. Ein Schwerpunkt im Repertoire bildet die Wiederaufführung von Opern des 18. Jahrhunderts (Rameau, Jommelli, Naumann, Gluck) sowie die Ausgrabung musikhistorischer Schätze aus dem südwestdeutschen Raum (Kalliwoda, Knecht, Holzbauer). Von den CD-Produktionen des Barockorchesters Stuttgart bei Carus und Sony wurden viele mit Schallplattenpreisen ausgezeichnet, darunter Bachs h-Moll-Messe, das Mozart-Requiem sowie die Einspielung der Messen Jan Dismas Zelenkas. Die Gesamtliste der CD-Einspielungen umfasst nahezu 60 Werke.

## Auszeichnungen
- 1994 Diapason d’or / Choc de l’année von Classica – Heinrich Schütz: Psalmen Davids
- 2001 Preis der deutschen Schallplattenkritik/Nominierung für den Cannes Classical Award / Diapason d’or – Jan Dismas Zelenka: Missa Dei Patris[6]
- 2002 Diapason d’or / 2003 Diapason d’or de l’année – Wolfgang Amadeus Mozart: Requiem KVK 626
- 2005 Preis der deutschen Schallplattenkritik (Bestenliste) – Johann Sebastian Bach: Oster-Oratorium BWV 249 und Carl Philipp Emanuel Bach: Danket dem Herrn, Heilig[7]
- 2007 Gramophone Magazine editor’s choice – Johann Sebastian Bach: Messe in h-Moll BWV 232[8]
- 2010 Diapason d’or / Preis der deutschen Schallplattenkritik – Zelenka, Jan Dismas: Missa votiva[9]